# Norodom Suramarit
Dans ce nom khmer, le nom de famille, Norodom, précède le nom personnel.
Norodom Suramarit, né le 6 mars 1896 à Phnom Penh et mort le 3 avril 1960 dans la même ville, est roi du Cambodge de 1955 à 1960.

## Biographie

### Famille
Il est le fils unique du prince Norodom Sutharot, 23e fils du roi Norodom Ier, et de sa demi-sœur la princesse Bhagavatti Banganaja (Phangangam), elle aussi fille de Norodom Ier.
Son père est le cousin germain du roi Sisowath Monivong. Suramarit épouse la fille de ce dernier la princesse royale Sisowath Kossamak (1904-1975), dont il a un fils, le futur roi Norodom Sihanouk. D'une autre liaison, il est le père de deux autres fils et d'une fille.

### Roi du Cambodge
Président du Conseil de Régence le 25 avril 1941 lorsque Norodom Sihanouk, son fils, accède au trône, il devient roi après l'abdication de ce dernier le 2 mars 1955. Il règne jusqu'à sa mort le 3 avril 1960, à 12 h 40 au palais Khémarin, situé dans l'enceinte du palais royal de Phnom Penh. À son décès, Chuop Hell, président de l'Assemblée nationale, puis son beau-frère, le prince Sisowath Monireth, assurent la régence jusqu'à ce que Norodom Sihanouk lui succède définitivement comme chef de l'État à partir du 20 juin 1960. La reine douairière Kossamak continuera d'incarner la monarchie d'un royaume sans roi de 1960 à 1970. Norodom Sihanouk, renversé en 1970, remonte sur le trône en 1993 jusqu'à son abdication en 2004.